# Copa d'Europa de futbol 1987-88
La Copa d'Europa de futbol 1987–88 fou l'edició número trenta-tres en la història de la competició. Es disputà entre el setembre de 1987 i el maig de 1988, amb la participació inicial de 32 equips de 31 federacions diferents.
La competició fou guanyada pel PSV Eindhoven a la final davant del SL Benfica, a la tanda de penals.

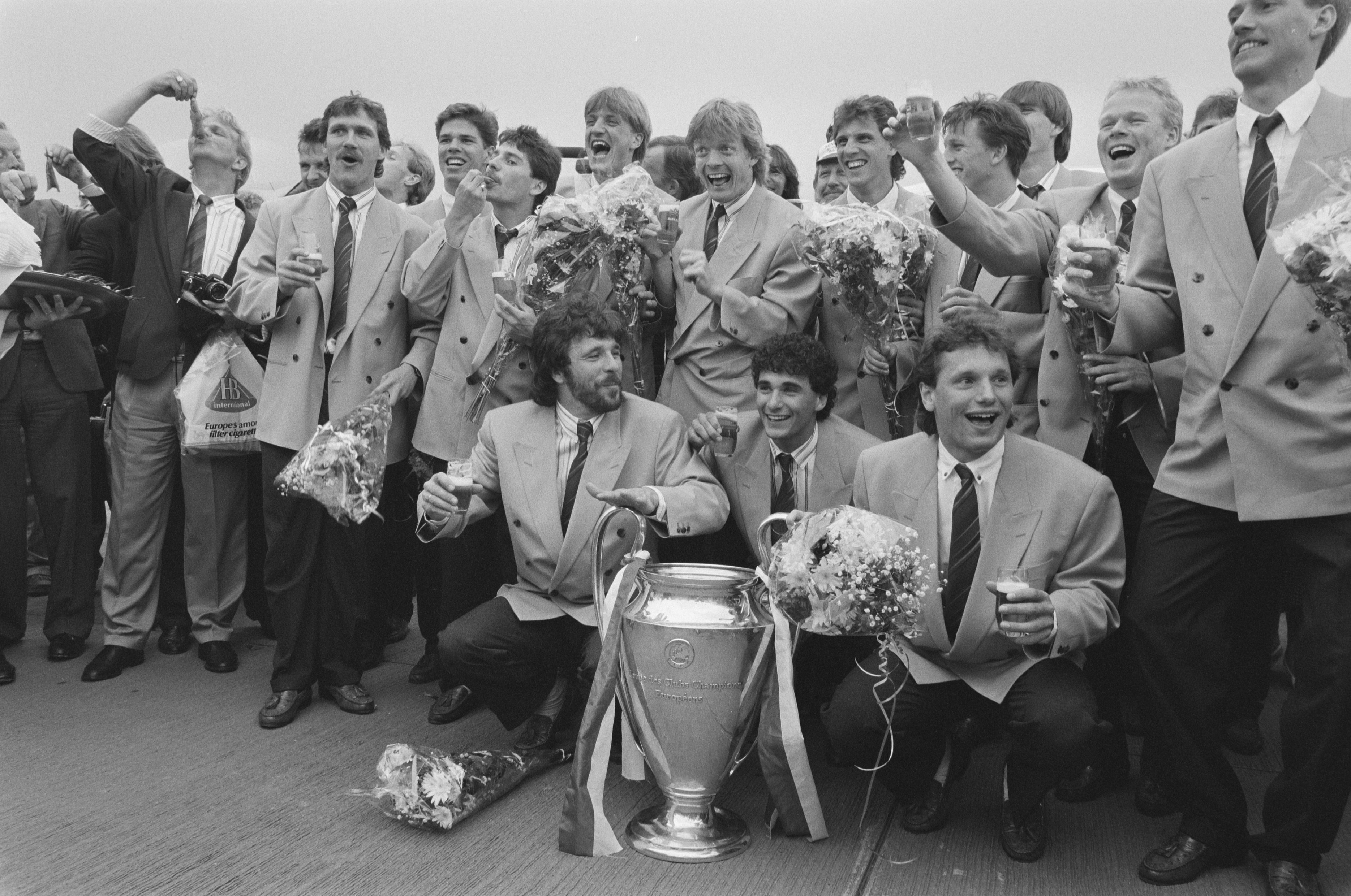
L'equip del PSV amb el trofeu de campió.

## Primera ronda
| Equip 1                 | Global | Equip 2          | Anada | Tornada |
| ----------------------- | ------ | ---------------- | ----- | ------- |
| Neuchâtel Xamax         | 6–2    | Kuusysi          | 5–0   | 1–2     |
| Bayern Múnic            | 5–0    | CFKA Sredets     | 4–0   | 1–0     |
| Reial Madrid            | 3–1    | SSC Napoli       | 2–0   | 1–1     |
| FC Porto                | 6–0    | Vardar           | 3–0   | 3–0     |
| Lillestrøm              | 5–3    | Linfield         | 1–1   | 4–2     |
| FC Girondins de Bordeus | 4–0    | Dynamo Berlin    | 2–0   | 2–0     |
| Rapid Viena             | 7–0    | Ħamrun Spartans  | 6–0   | 1–0     |
| PSV                     | 3–2    | Galatasaray      | 3–0   | 0–2     |
| Steaua Bucarest         | 4–2    | MTK              | 4–0   | 0–2     |
| Shamrock Rovers         | 0–1    | Omonia           | 0–1   | 0–0     |
| Dynamo Kiev             | 1–2    | Rangers FC       | 1–0   | 0–2     |
| Olympiakos FC           | 2–3    | Górnik Zabrze    | 1–1   | 1–2     |
| AGF                     | 4–2    | Jeunesse Esch    | 4–1   | 0–1     |
| SL Benfica              | 4–0    | Partizani Tirana | 4–0   | (abd)   |
| Fram                    | 0–10   | Sparta Praga     | 0–2   | 0–8     |
| Malmö FF                | 1–2    | RSC Anderlecht   | 0–1   | 1–1     |

## Segona ronda
| Equip 1         | Global | Equip 2                 | Anada | Tornada |
| --------------- | ------ | ----------------------- | ----- | ------- |
| Neuchâtel Xamax | 2–3    | Bayern Múnic            | 2–1   | 0–2     |
| Reial Madrid    | 4–2    | FC Porto                | 2–1   | 2–1     |
| Lillestrøm      | 0–1    | FC Girondins de Bordeus | 0–0   | 0–1     |
| Rapid Viena     | 1–4    | PSV                     | 1–2   | 0–2     |
| Steaua Bucarest | 5–1    | Omonia                  | 3–1   | 2–0     |
| Rangers FC      | 4–2    | Górnik Zabrze           | 3–1   | 1–1     |
| AGF             | 0–1    | SL Benfica              | 0–0   | 0–1     |
| Sparta Praga    | 1–3    | RSC Anderlecht          | 1–2   | 0–1     |

## Quarts de final
| Equip 1                 | Global | Equip 2        | Anada | Tornada |
| ----------------------- | ------ | -------------- | ----- | ------- |
| Bayern Múnic            | 3–4    | Reial Madrid   | 3–2   | 0–2     |
| FC Girondins de Bordeus | 1–1¹   | PSV            | 1–1   | 0–0     |
| Steaua Bucarest         | 3–2    | Rangers FC     | 2–0   | 1–2     |
| SL Benfica              | 2–1    | RSC Anderlecht | 2–0   | 0–1     |

¹ PSV passà a semifinals per la regla del valor doble dels gols en camp contrari.

## Semifinals
| Equip 1         | Global | Equip 2    | Anada | Tornada |
| --------------- | ------ | ---------- | ----- | ------- |
| Reial Madrid    | 1–1¹   | PSV        | 1–1   | 0–0     |
| Steaua Bucarest | 0–2    | SL Benfica | 0–0   | 0–2     |

¹ PSV passà a la final per la regla del valor doble dels gols en camp contrari.

## Final
| PSV | 0–0 | SL Benfica |
| --- | --- | ---------- |
|     |     |            |

|                                                        |     | Penals                                                  |  |
| Koeman · Kieft · Nielsen · Vanenburg · Lerby · Janssen | 6–5 | Elzo · Dito · Hajiri · António Pacheco · Mozer · Veloso |  |

| Guanyador de la Copa d'Europa 1987-88 |
| ------------------------------------- |
| PSV Eindhoven Primer títol            |